# وحم مسوت

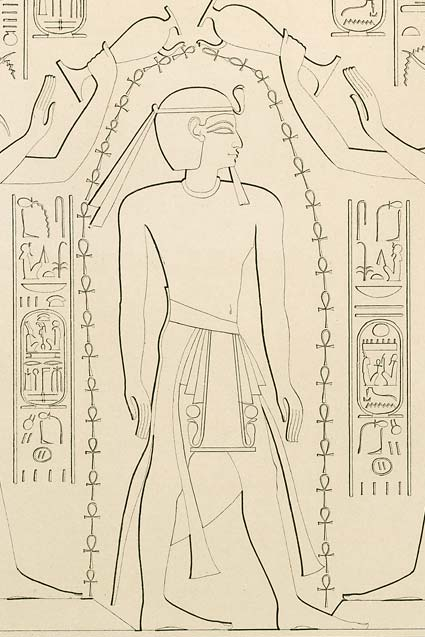
صورة للملك رعمسيس الحادي عشر من معبد خنسو في مجمع معابد الكرنك، وهو يطهّر بماء الحياة من حور على اليمين وتحوت على اليسار في حضرة آمون وآمونيت.

وحم مسوت، هي الفترة من تاريخ مصر القديمة التي يمكن ترجمة اسمها حرفيًا إلى "تكرار الولادات"، ولكن يُشار إليها عادةً باسم "عصر النهضة".

## التاريخ
يشكل عصر الـوحم مسوت جزءًا من عهد رمسيس الحادي عشر، الملك الذي حكم في نهاية الدولة الحديثة في مصر وبداية الفترة الانتقالية الثالثة. في السنة التاسعة عشرة من حكمه بدأ يعد من جديد، مع احتمال أن تكون السنة الأولى من وحم مسوت مطابقة أو على الأقل متداخلة جزئيًا مع السنة التاسعة عشرة من حكمه، كما يظهر من عناوين قائمتين للّصوص المعروفة بـوثائق أبوت. وهاتان القائمتان كالتالي:
- السنة 1، الشهر الأول من الفيضان، اليوم 2، مطابقة للسنة 19
- السنة 1، الشهر الثاني من الفيضان، اليوم 24، مطابقة للسنة 19

لفترة طويلة، كان من غير الواضح أين يجب وضع الـوحم مسوت من الناحية الزمنية. نظرًا لأن حكم رمسيس التاسع امتد حتى السنة التاسعة عشرة، فقد تم اعتبار وثائق أبوت في بعض الأحيان دليلاً على أن هذه الحقبة جاءت فورًا بعد حكمه وربما كانت متطابقة مع (مرحلة من) حكم رمسيس العاشر.
يبدو أن هذا قد تأكد من حقيقة أن السنوات 16 و17 من حكم رمسيس التاسع، والسنتين الأوليين من وحم مسوت، شهدت سلسلة من الجلسات القضائية المرتبطة بـنهب القبور.
كان ياروسلاف تشيرني هو من أثبت بشكل مقنع أن هذه الحقبة بدأت في السنة 19 من حكم رمسيس الحادي عشر. وعلى الرغم من أن هذا الأمر مقبول عمومًا، إلا أن الحل الذي قدمه خلق فجوة زمنية تزيد عن عقدين من الزمن بين سلسلتين من محاكمات سرقة القبور، مما خلق بعض التناقضات في وثائق سرقة القبور.

## تاريخ البداية
غالبًا ما يُفترض (بصمت) أن بداية الوحم مسوت تزامنت مع تاريخ تتويج رمسيس الحادي عشر، لكن هذه ليست سوى فرضية. وبينما يبدو الآن أن تاريخ تتويج رمسيس الحادي عشر (أي التاريخ الذي تغيرت فيه سنة حكمه) كان في "الشهر 11، اليوم 20"، فهذا لا يعني بالضرورة أن تغيير السنة لعصر النهضة تزامن مع هذا التاريخ أيضًا. من الأسلم الاعتراف بأننا ببساطة لا نعرف التاريخ الدقيق الذي تم فيه تدشين وحم مسوت.

## الطبيعة
لا تزال الطبيعة الدقيقة لعصر الوحم مسوت غير معروفة تمامًا. يُعتقد غالبًا أنه يمثل تراجعًا نهائيًا لقوة الملكية المركزية، حيث كان رمسيس الحادي عشر لا يزال اسميًا ملكًا، ولكن مع وجود حريحور كـ كاهن آمون الأكبر في طيبة وسمندس في تانيس يحكمان مصر العليا والسفلى على التوالي.
ومع ذلك، يعتمد هذا التفسير على النظرية التي تقول بأن مسيرة حريحور ككبير كهنة سبقت باعنخ، وهي نظرية تم تحديها من قبل يانسن وينكلن. فمنذ قلبه لترتيب الكهنة الكبار (حيث وضع فترة خدمة باعنخ قبل حريحور)، تم اقتراح نماذج أخرى. على سبيل المثال، تم تفسير عصر تكرار الولادات كعلامة على إعادة النظام من قبل رمسيس الحادي عشر بعد طرده لابن الملك في كوش بانحسي، الذي قمع كبير كهنة آمون في طيبة أمنحتب.

## مدة الحقبة
اعتقد تقليديًا أن الحقبة انتهت حوالي سنتها العاشرة (أو السنة 28 من حكم رمسيس الحادي عشر) عندما أظهرت رسالة من مجموعة الرسائل المتأخرة أن كبير كهنة آمون باعنخ كان يقود حملة في النوبة. نقش في مصر العليا يؤرخ لعودة باعنخ إلى طيبة في الشهر الثالث من شمو، اليوم 23، أي بعد ثلاثة أيام من بدء السنة 29 من حكم رمسيس الحادي عشر، مما يثبت أن عصر تكرار الولادات استمر حتى السنة 11.
في عام 2007، جادل البروفيسور كينيث أ. كيتشن بأن الجمع بين رسالة الرعامسة المتأخرة رقم 41 (غير مؤرخة) وذكر للسنة 12 في نقش مصر العليا رقم 1393 (الذي ذكر فيه الكاتب الجنائزي عنخف إن آمون زيارته للجبال مع الكاتب الرئيسي بوتهامون، ابن تحتمس) يظهر أن عصر تكرار الولادات استمر حتى السنة 12 أو السنة 30 من حكم رمسيس الحادي عشر.

## قائمة المراجع
- يورغن فون بيكيراث، "Zur Datierung des Grabräuberpapyrus Brit.Mus 10054"، GM 159 (1997)، الصفحات 5-9.
- أوجدن جويلت، "A new 'robbery' papyrus: Rochester MAG 51.346.1"، JEA 82 (1996)، الصفحات 107-127.
- جاك. ج. يانسن، "A New Kingdom Settlement, the Verso of Pap. BM 10068" (مستوطنة من المملكة الحديثة، الوجه الخلفي لبردية BM 10068)، Altorientalische Forschungen 19 (1992)، الصفحات 8-23.
- كينيث أ. كيتشن، "The Third Intermediate Period in Egypt: An Overview of Fact and Fiction" (الفترة الانتقالية الثالثة في مصر: لمحة عامة عن الحقائق والخيال)، ضمن The Libyan Period in Egypt, Historical Studies into the 21st-24th Dynasties:Proceedings of a Conference at Leiden University, 25–27 October 2007 (الفترة الليبية في مصر، دراسات تاريخية عن الأسر الحادية والعشرين إلى الرابعة والعشرين: وقائع مؤتمر في جامعة لايدن، 25-27 أكتوبر 2007)، تحرير جي. ب. ف. بروكمان، ر. ج. ديماري وأو. إي. كابر، معهد هولندا للشرق الأدنى، لوفين: بيترز، 2009، الصفحات 192-195.
- تشارلز ف. نيمز، "an oracle dated in 'the Repeating of Births'" (وحي مؤرخ في "إعادة ولادة")، JNES 7 (1948)، الصفحات 157-162.
- أندريه نيفينسكي، "Bürgerkrieg, militärischer Staatsstreich und Ausnahmenzustand in Ägypten unter Ramses XI, Ein Versuch neuer Interpretation der alten Quellen" (حرب أهلية، انقلاب عسكري وحالة طوارئ في مصر تحت حكم رمسيس الحادي عشر، محاولة لتفسير جديد للمصادر القديمة)، في: تحرير غامر-واليرت، هيلك، Gegengabe، (إهداء إلى إيما برونر-تراوت)، توبنغن، 1992، الصفحات 235-262.
- أندريه نيفينسكي، "Les périodes WHM MSWT dans l’histoire de l’Égypte: un essai comparatif" (فترات WHM MSWT في تاريخ مصر: دراسة مقارنة)، BSFÉ 136 (1996)، الصفحات 5-26.
- ت. إريك بيت، "The chronological problems of the Twentieth Dynasty" (المشاكل الزمنية للأسرة العشرين)، JEA 14 (1928)، الصفحات 52-73.
- ت. إريك بيت، "The Great Tomb-robberies of the Twentieth Egyptian Dynasty" (السرقات الكبرى للمقابر في الأسرة العشرين المصرية)، أوكسفورد، 1930.
- أد ثايس، "Reconsidering the End of the Twentieth Dynasty Part V, P. Ambras as an advocate of a shorter chronology" (إعادة النظر في نهاية الأسرة العشرين، الجزء الخامس: بردية أمبراس كمؤيد لتسلسل زمني أقصر)، GM 179 (2000)، الصفحات 69-83.
- أد ثايس، "Once More, the Length of the Ramesside Renaissance" (مرة أخرى، طول عصر النهضة الرمسي)، GM 240 (2014)، الصفحات 69-81.
- أد ثايس، "Some observations on the Tomb-Robbery Papyri" (بعض الملاحظات حول برديات سرقة المقابر)، في: تحرير أ. إي. بلوبوم، م. إيتون-كراوس، أ. فيثرش، Pérégrinations avec Erhart Graefe، إهداء في عيد ميلاده الخامس والسبعين (Ägypten und Altes Testament 87)، الصفحات 519-536.
- جان ويناند، "À propos du P. Ambras" (حول بردية أمبراس)، CdÉ 86 (2011)، الصفحات 32-40.
- يواكيم فريدريش كواك، "Eine Revision im Tempel von Karnak (Neuanalyse von Papyrus Rochester MAG 51.346.1)" (مراجعة في معبد الكرنك، إعادة تحليل لبردية روتشستر MAG 51.346.1)، SAK 28 (2000)، الصفحات 219-232.